# Lista monumentelor istorice din județul Cluj - J

Simbol utilizat pentru monumentele istorice

Lista monumentelor istorice din județul Cluj - J cuprinde monumentele istorice înscrise în Patrimoniul cultural național al României și aflate în localități din județul Cluj al căror nume începe cu litera J. 
Lista completă este menținută și actualizată periodic de către Ministerul Culturii, Cultelor și Patrimoniului Național din România, prin intermediul Institutului Național al Patrimoniului, ultima versiune datând din 2015. Această listă cuprinde și actualizările ulterioare, realizate prin ordin al ministrului culturii.
Puteți căuta un monument din județul Cluj folosind formularul de mai jos sau puteți naviga prin toate monumentele din județ la lista monumentelor istorice din județul Cluj.
| Cod LMI                              | Denumire                                             | Localitate                   | Localizare                       | Datare, Creatori                                           | Imagine               | Erori             |
| ------------------------------------ | ---------------------------------------------------- | ---------------------------- | -------------------------------- | ---------------------------------------------------------- | --------------------- | ----------------- |
| CJ-I-s-B-07086 (RAN: 58268.01)       | Villa rustica                                        | sat Jucu de Sus; comuna Jucu | „budulău” 46.83351°N 23.78274°E  | sec. II - III p. Chr.                                      | Încarcă foto \| video | Raportează eroare |
| CJ-I-s-B-07087                       | Situl arheologic de la Jucu de Sus, punct „Staniște” | sat Jucu de Sus; comuna Jucu | „staniște”                       |                                                            | Încarcă foto \| video | Raportează eroare |
| CJ-I-m-A-07087.01 (RAN: 58268.02.02) | Tumuli                                               | sat Jucu de Sus; comuna Jucu | „staniște” 46.87208°N 23.79965°E | Perioada de tranziție la epoca bronzului, Cultura Coțofeni | Încarcă foto \| video | Raportează eroare |
| CJ-I-m-B-07087.02                    | Așezare                                              | sat Jucu de Sus; comuna Jucu | „staniște”                       | Neolitic                                                   | Încarcă foto \| video | Raportează eroare |
| CJ-II-m-B-07686                      | Castel, azi școală generală                          | sat Jucu de Sus; comuna Jucu | 463-464 46.8607°N 23.79153°E     | sec. XIX                                                   | Alte imagini          | Raportează eroare |